# Galathea rostrata
Galathea rostrata är en kräftdjursart som beskrevs av Alphonse Milne-Edwards 1880. Galathea rostrata ingår i släktet Galathea och familjen trollhumrar. Inga underarter finns listade i Catalogue of Life.